# Daniszyn
Daniszyn – wieś w Polsce położona w województwie wielkopolskim, w powiecie ostrowskim, w gminie Ostrów Wielkopolski, ok. 13 km na zachód od Ostrowa (dojazd autobusami ostrowskiej i krotoszyńskiej komunikacji miejskiej), przy linii kolejowej 14 Ostrów – Krotoszyn i drodze krajowej nr 36 Ostrów – Lubin. Przez Daniszyn przepływa rzeka Kuroch.
Wieś królewska Daniszyno należała do starostwa odolanowskiego, pod koniec XVI wieku leżała w powiecie kaliskim województwa kaliskiego. 

## Historia wsi
Pierwsza wzmianka w źródłach historycznych o Daniszynie pochodzi z 1403 roku. Wieś w roku 1579 należała do parafii św. Marcina w Odolanowie. W roku 1580 Daniszyn był wsią królewską i wchodził w skład niegrodowego starostwa odolanowskiego. Było wtedy we wsi 5 łanów osiadłych. Od roku 1389 starostwo odolanowskie było we władaniu rodu Zaborowskich herbu Jastrzębiec. Następnie przeszło ono we władanie Jana Zaborowskiego, kasztelana gnieźnieńskiego, który jeszcze w roku 1595 nim zarządzał i czerpał korzyści materialne. W roku 1579 część starostwa poddzierżawiał Feliks Kurowski. W roku 1615 starostwo było w ręku Gryzeldy Karnkowskiej, wdowy po Dadżbogu Karnkowskim herbu Junosza, który posiadał też starostwo dobrzyńskie.
W latach 1659–1665 nie było jeszcze w Daniszynie folwarku. Na terenie wsi mieszkało wówczas 13 kmieci i karczmarz, a 11 gospodarstw było opuszczonych. W roku 1765 istniał już w Daniszynie folwark obejmujący 5 łanów (1 łan – 16,7-17,5 ha). Do roku 1736 królewszczyzna odolanowska była w ręku Józefa Radomickiego herbu Kotwicz. Po nim starostę był Kazimierz Dąbki i różni przedstawiciele rodu Leszczyńskich herbu Wieniawa. Przed 1754 rokiem starostwo trzymał książę Aleksander Józef Sułkowski herbu Sulima, a następnie do roku 1782 jego syn też Aleksander. W tym roku Sułkowscy.
W roku 1789 roczny dochód ze starostwa był szacowany na 33 tys. zł, a dochód z Daniszyna na 1679,5 złotych.
Przez cały okres pierwszej Rzeczypospolitej wieś leżała w powiecie kaliskim województwa kaliskiego. W styczniu 1773 r. tereny Południowej Wielkopolski zajmują wojska pruskie pod dowództwem generała – majora von Frankenberga. Następuje drugi rozbiór Polski. W dniu 7 maja 1793 r. król pruski odbiera hołd od mieszkańców tej części Wielkopolski. Prusacy zajęte tereny dzielą na trzy departamenty, a te na wiele nowych powiatów. Utworzony zostaje wówczas powiat odolanowski, który obejmował 187 miejscowości, w tym wieś Daniszyn. Powiat odolanowski należał do departamentu kaliskiego.
Dobra odolanowskie w 1819 roku oddane zostały księciu Karolowi Aleksandrowi Thurn und Taxis z Regensburga wraz z majątkiem krotoszyńskim jako odszkodowanie za odstąpienie rządowi pruskiemu praw pocztowych jakie ta rodzina posiadała w Nadrenii i Westfalii. Dobra krotoszyńskie oszacowano wówczas na 67,105 talarów.
W roku 1821 Daniszyn (razem z Warsztami i Mazurami) liczył 35 dymów, w których mieszkało 313 osób.
W połowie lat czterdziestych powiat odolanowski dzielił się na 5 okręgów policyjnych: odolanowski, lewkowski, przygodzicki, skalmierzycki i rososzycki.
Posiadłości ziemskie książąt Turn und Taxis leżały na terenie okręgu odolanowskiego. Ich dobra na terenie powiatu obejmowały wsie: Ćhrościny, Daniszyn (z pustkowiami: Cegły, Mazury, Warszty, Chałupki i Harych), Janków Zaleśny (z pustkowiami: Klimek, Majcher i Nych), Łąkociny, Nabyszyce (z młynem Kuroch) i Wierzbno.
Daniszyn liczył wówczas 37 dymów, w których mieszkało 459 osób. Grunty wsi Daniszyn określono jako ziemie jęczmienne i należały do lepszych w powiecie. Taki sam rodzaj ziemi miało 39 innych miejscowości w powiecie, w tym Chruszczyny, Świeligów, Chwaliszew i Sulmierzyce. Lepsze ziemie bo pszeniczne były w 16 wsiach, w tym w Jankowie Zaleśnym, Sulisławiu i Łąkocinach.
W roku 1865 folwark w Daniszynie posiadał 465 mórg. Co najmniej od roku 1870 majątek daniszyński wraz z folwarkami w Chruszczynach i Łąkocinach dzierżawiony był przez rodzinę Zipperów: Wilhelma (przed rokiem 1877) i później Józefa (od 1896 do roku 1919).
W roku 1889 gminę wiejską Daniszyn stanowiło 5 miejscowości: wieś Daniszyn i pustkowia: Cegły, Mazury, Orębry (Oremby) i Warszty. Na terenie gminy było 87 dymów, w których mieszkało 798 osób, w tym 14 ewangelików. Mimo istnienia od prawie pół wieku szkółki wiejskiej aż 166 osób było analfabetami.
W roku 1885 księstwo krotoszyńskie na rok przejął Maksymilian Anthon Maria von Thurn und Taxis. Kolejnym właścicielem majątku był od 1898 roku Albert Maria Lamoral von Thurn und Taxis.
W roku 1907 obszar majątku Daniszyn zmniejszył się do 233 ha, w tym 161 ha było ziemi uprawnej, 66 ha łąk i 1 ha wód. Na tym areale trzymano 161 koni, 139 sztuk bydła i 89 świń. Rodzina Zipperów dzierżawiąca folwarki w Daniszynie, Chruszczynach i Łąkocinach gospodarowała w roku 1913 na 591,2 ha, w tym na 96,7 ha pól uprawnych i 1,8 ha wód.
Po odzyskaniu niepodległości przez Polskę całe dobra książąt Thurn und Taxis zostały przejęte w tymczasową administrację przez skarb państwa polskiego. W 1924 roku powstała w Daniszynie Ochotnicza Straż Pożarna. W roku 1927 wszystkie grunty orne o powierzchni 11 217 ha przeszły na własność skarbu państwa polskiego, który przekazała je Państwowemu Bankowi Rolnemu do przejściowej administracji i parcelacji. Natomiast lasy pozostały pod zarządem Ministra Rolnictwa. W Daniszynie planowano wówczas pozostawić resztówkę na obszarze 75 ha pod tzw. wzorcowy ośrodek rolny. Majątek Daniszyn w roku 1929 liczył 307 ha, w tym było 274,7 ha gruntów rolnych; 1,1 ha sadów i ogrodów warzywnych; 25,4 ha łąk i 2 ha pastwisk. W uprawach rolnych dominowało żyto, którym obsiano 99,5 ha. Pszenicą obsiano 74 ha, owsem 34,5 ha, a ziemniakami obsadzono dalsze 52,5 ha. Oprócz tego na 3,8 ha uprawiano koniczynę, a na 2,3 ha łubin. Po przeprowadzonej parcelacji resztówka obejmowała 72 ha.
Po odzyskaniu niepodległości przez Polskę dotychczasowy podział administracyjny Wielkopolski został zachowany. Dopiero 1 kwietnia 1932 roku zlikwidowano powiat odolanowski i cały jego obszar włączono do powiatu ostrowskiego. W roku 1934 z powiatu ostrowskiego wyłączono miasto Sulmierzyce, dwie gminy wiejskie: Chwaliszew i Chwaliszewek oraz trzy obszary dworskie: Chwaliszew, Chwaliszewek i Zofiówkę, które przyłączono do powiatu krotoszyńskiego. W lipcu 1943 roku zlikwidowano jednowioskowe gminy wiejskie i obszary dworskie, a na ich miejsce utworzono 12 gmin zbiorczych i gromady.
Gromada była najniższą jednostką samorządu terytorialnego i odpowiadała dzisiejszemu sołectwu. Na terenie gminy Daniszyn utworzono następujące gromady, które w 1939 roku liczyły następującą liczbę mieszkańców: Chruszczyny – 272, Daniszyn – 1030, Gorzyce Wielkie – 908, Lamki – 616, Łąkociny – 516, Radziwiłłów – 185, Sulisław – 426, Wierzbno – 503 i Zacharzew – 1102.
Wójtem gminy Daniszyn był właściciel Zalesia Derfeld, a sekretarzem gminy Antoni Ertel z Daniszyna. Siedzibą władz gminy był budynek, który dzisiaj stanowi własność Józefa Cierpki.
Po klęsce wrześniowej prawie cała historyczna wielkopolska stanowiła tzw. "Kraj Warty", który podzielony został na trzy rejony. Powiat ostrowski znalazł się w rejencji łódzkiej. W miejsce starostw utworzono Landatury, a siedzibą landrata nadal było miasto Ostrów Wielkopolski. W powiatach były wójtostwa (gmina jako Amtsbezirk), którym podlegali sołtysi. Zachowano przedwojenny podział powiatu na gminy, ale zmieniono nazwy miejscowości. Daniszyn nazywał się Dieterslinde, Łąkociny – Hohenwiese, Radziwiłłów – Radenau, Sulisław – Waldmark, Wierzbno – Thomasweide i Zacharzew – Sachert. Kierownikami gmin byli komisarze (Amtskommissar).
Gmina Daniszyn w dniu 1 października 1940 roku obejmowała 8742 ha i zamieszkiwało ją 5646 osób, w tym 416 Niemców, którzy stanowili 7,4% ogółu mieszkańców.
W czasie wojny zginęło 65 osób, a los dalszych 59 nie został ustalony. W wyniku bezpośrednich działań wojennych życie straciło 26 osób, 16 zostało zamordowanych, 9 zginęło w obozach i więzieniach, a dalszych 14 w czasie prac przymusowych.
W styczniu 1945 roku teren powiatu ostrowskiego został wyzwolony przez pododdziały 3 Armii Gwardyjskiej gen. płk. Gardowa.
W oparciu o przedwojenny podział administracyjny formowały się wiejskie i gminne rady narodowe. Pierwszym wójtem gminy Daniszyn był Kazimierz Koczura, członek Stronnictwa Ludowego. Dopiero ustawa z dnia 20 marca 1950 r. o terenowych organach jednolitej władzy państwowej zniosła organy samorządu terytorialnego, organy administracji ogólnej i szereg urzędów administracji szkolnej i finansowej, a całość kompetencji przekazano radom narodowym i ich organom wykonawczym. Ustawą z dnia 25 września 1954 r. zlikwidowano gminy i powołano nowe mniejsze jednostki – gromady. Wraz z powołaniem gromad zlikwidowane zostało stanowisko sołtysa jako przedstawiciela wsi.
Na terenie powiatu ostrowskiego utworzono trzy miejskie rady narodowe (Odolanów, Mikstat i Raszków) oraz 39 gromadzkich rad narodowych. Na terenie byłej gminy Daniszyn siedziby gromadzkich red narodowych utworzono w Daniszynie, Gorzycach Wielkich i Sulisławiu. Małe i słabe finansowo gromady nie spełniały swoich zadań, a utrzymanie rozbudowanego aparatu administracyjnego i licznych biur było niezmiernie kosztowne. Dlatego już z dniem 31 grudnia 1961 roku zlikwidowano 14 gromad, w tym Nabyszyce i Sulisław. Z gromady Nabyszyce do Daniszyna włączono Wierzbno, a z gromady Sulisław wsie Janków Zaleśny i Sulisław.
Gromadzka Rada Narodowa w Daniszynie w 1965 r. liczyła 27 radnych, a jej siedziba mieściła się w budynku, w którym obecnie znajduje się poczta i biblioteka. W roku 1958 z sołectwa Daniszyn wyodrębniono dwa nowe sołectwa: Cegły i Oręber. Gromada Daniszyn w tych granicach istniała do dnia 31 grudnia 1972 r. Ostatnim przewodniczącym Prezydium GRN był Henryk Hęćka, a sekretarzem Zenona Kostrzewska.
W granicach administracyjnych gminy Ostrów Wielkopolski wieś Daniszyn jest do obecnej chwili.
Przed 1932 rokiem miejscowość położona była w powiecie odolanowskim, w latach 1975-1998 w województwie kaliskim, w latach 1932–1975 i od 1999 w powiecie ostrowskim. Do 1954 roku istniała gmina Daniszyn. W latach 1954–1972 wieś należała i była siedzibą władz gromady Daniszyn.
W Daniszynie urodził się Teofil Krasnosielski, pierwszy polski indolog.